# 7 (EP de Lil Nas X)
Pour les articles homonymes, voir Seven.
7 est un extended play de Lil Nas X sorti le 21 juin 2019. Il est précédé par la sortie de la chanson Old Town Road, qui a atteint la première place pendant 19 semaines aux États-Unis.

## Pistes
| 1.    | Old Town Road (Remix) (featuring Billy Ray Cyrus) | - Montero Lamar Hill - Michael Trent Reznor - Atticus Matthew Ross - Billy Ray Cyrus - Jocelyn Donald | - YoungKio - Ross - Reznor                                 | 2:37 |
| 2.    | Panini                                            | - Hill - Denzel Baptiste - David Biral - Oladipo Omishore - Kurt Cobain                               | - Take a Daytrip - Dot da Genius                           | 1:55 |
| 3.    | F9mily (You & Me) (with Travis Barker)            | - Hill - Barker                                                                                       | - Barker                                                   | 2:43 |
| 4.    | Kick It                                           | - Hill - Andre Carnell Robertson - Darien Anthony Bankhead - Yinka Bankole                            | - Lil Nas X - Bizness Boi - Fwdslxsh - Alone In A Boy Band | 2:22 |
| 5.    | Rodeo (avec Cardi B)                              | - Hill - Belcalis Almánzar - Biral - Baptiste - Roy Lenzo - Russ Chell                                | - Take a Daytrip - Lenzo - Chell                           | 2:39 |
| 6.    | Bring U Down                                      | - Hill - Ryan Tedder - Zach Skelton                                                                   | - Tedder - Skelton                                         | 2:12 |
| 7.    | C7osure (You Like)                                | - Hill - Allen Ritter - Matthew Jehu Samuels                                                          | - Boi-1da - Ritter - Abaz - X-Plosive - Jahaan Sweet       | 2:23 |
| 8.    | Old Town Road                                     | - Hill - Ross - Reznor                                                                                | - YoungKio - Ross - Reznor                                 | 1:53 |
| 18:44 |                                                   | |                                                            |      |

## Classements
| Classements (2019)                 | Meilleure position |
| ---------------------------------- | ------------------ |
| Allemagne (Media Control AG)       | 99                 |
| Australie (ARIA)                   | 5                  |
| Autriche (Ö3 Austria Top 40)       | 72                 |
| Belgique (Flandre Ultratop)        | 15                 |
| Belgique (Wallonie Ultratop)       | 43                 |
| Canada (Canadian Albums)           | 1                  |
| Danemark (Tracklisten)             | 9                  |
| États-Unis (Billboard 200)         | 2                  |
| Finlande (Suomen virallinen lista) | 8                  |
| France (SNEP)                      | 15                 |
| Italie (FIMI)                      | 43                 |
| Nouvelle-Zélande (RIANZ)           | 5                  |
| Royaume-Uni (UK Albums Chart)      | 23                 |
| Suède (Sverigetopplistan)          | 10                 |
| Suisse (Schweizer Hitparade)       | 63                 |

## Certifications
| Pays              | Certification | Unités certifiées |
| ----------------- | ------------- | ----------------- |
| États-Unis (RIAA) | 2 × Platine   | 2 000 000         |
| France (SNEP)     | Or            | 50 000            |